# Луциковский сельский совет (Белопольский район)
Луциковский сельский совет (укр. Луциківська сільська рада) — входит в состав Сумского района (до реформы 2020 года - Белопольского) Сумской области Украины.
Административный центр сельского совета находится в  с. Луциковка.

## Населённые пункты совета
- с. Луциковка
- с. Птичье
- с. Болотышино